# كارميلو غونزاليز
كارميلو غونزاليز (بالإسبانية: Carmelo González)‏ (مواليد 9 يوليو 1983 في لاس بالماس دي جران كماريا - إسبانيا) لاعب كرة قدم إسباني يلعب حاليا لصالح نادي الدرجة الأولى ريال سبورتنغ خيخون الإسباني منذ 2008 في مركز الوسط المهاجم كما يجيد اللعب في مركز الجناح الأيمن والأيسر .

## روابط خارجية
- كارميلو غونزاليز على موقع قاعدة بيانات كرة القدم.إي يو (الإنجليزية)
- كارميلو غونزاليز على موقع Soccerway.com (الإنجليزية)
- كارميلو غونزاليز على موقع عالم كرة القدم.نت (الإنجليزية)